# トコナメボクシングジム
トコナメボクシングジム（常滑ジム）（トコナメジム）は、愛知県東海市のボクシングジムである。
幅修（第21代 日本フライ級チャンピオン）、野畑寿美男（第10代 日本スーパーフェザー級チャンピオン）、加島雷三（第7代 日本スーパーウェルター級チャンピオン）を王者に育て上げた、1957年から続く古くからの名門ジムである。

## 沿革
伊勢湾台風以前に、名古屋市の松田ボクシングジムに所属していた斉田信幸が右手人差し指を負傷したため現役を引退したのち、地元の若者達からボクシングを教えてほしいとの申し出があり、名鉄常滑線蒲池駅近くで指導を始めた。
伊勢湾台風で道場が流された後に、常滑ボクシングジムとして、1957年1月5日愛知県常滑市に斉田一政が設立。

## 主な選手

### 日本王者
- 幅修（第21代 日本フライ級チャンピオン）
- 野畑寿美男（第10代 日本スーパーフェザー級チャンピオン）
- 加島雷三（第7代 日本スーパーウェルター級チャンピオン）

### その他
- 天熊丸木（元世界スーパーフェザー級4位）
- 福井宏和（元日本フェザー級1位）
- 武田博之（元日本ライト級5位）

## スタッフ

### 会長
- 石原康之

### マネージャー
- 斉田豊宏
- 榊原弘子

### チーフ・トレーナー
- ライオン・アリ（元OPBF東洋太平洋スーパーバンタム級チャンピオン）

### トレーナー
- 片山義幸
- 磯村敏郎
- 笠原引臣